# Исидор Севильский
Исидо́р Севи́льский (исп. San Isidoro de Sevilla), иначе Исидо́р Гиспа́льский (лат. Isidorus Hispalensis), или Исидо́р Мла́дший (лат. Isidorus Iunior) (между 560—570, Гиспала, Вестготское королевство — 4 апреля 636, там же) — архиепископ Гиспалы (Севильи) в вестготской Испании (600/601—636), последний латинский отец Церкви, компилятор мосарабского богослужебного обряда. Наиболее известен как основатель средневекового энциклопедизма и плодовитый церковный писатель. Magnum opus — «Этимологии» в 20 книгах, универсальная энциклопедия, систематизирующая сумму позднеантичного знания в соответствии с христианскими представлениями.
По отцу происходил из знатного испано-римского рода, по матери, предположительно, — от вестготских королей. Наследовав около 600 или 601 года гиспальскую архиепископскую кафедру у старшего брата Леандра, активно участвовал в политической жизни Толедского королевства. На посту епископа стремился проводить политику этнической и политической консолидации государства на основе кафолического исповедания. В русле этой политики принимались решения созванных при его участии Второго Севильского (619) и Четвёртого Толедского соборов (633). До самой кончины Исидор Севильский имел значительное влияние на политику королей Лиувы II, Виттериха, Гундемара, Сисебута (ученик архиепископа), Реккареда II, Свинтилы и Сисенанда (узурпатор, чьи действия были санкционированы архиепископом Гиспалы).
Почитался как святой и чудотворец ещё с IX века, в 1598 году был канонизирован Римской католической церковью, в 1722 году провозглашён Учителем Церкви. Его старшие братья Леандр и Фульгенций, а также сестра Флорентина, были причислены к лику святых. С конца 1990-х годов стал широко известен как святой покровитель Интернета, существует виртуальный Орден св. Исидора Севильского.

### Происхождение. Образование. Становление

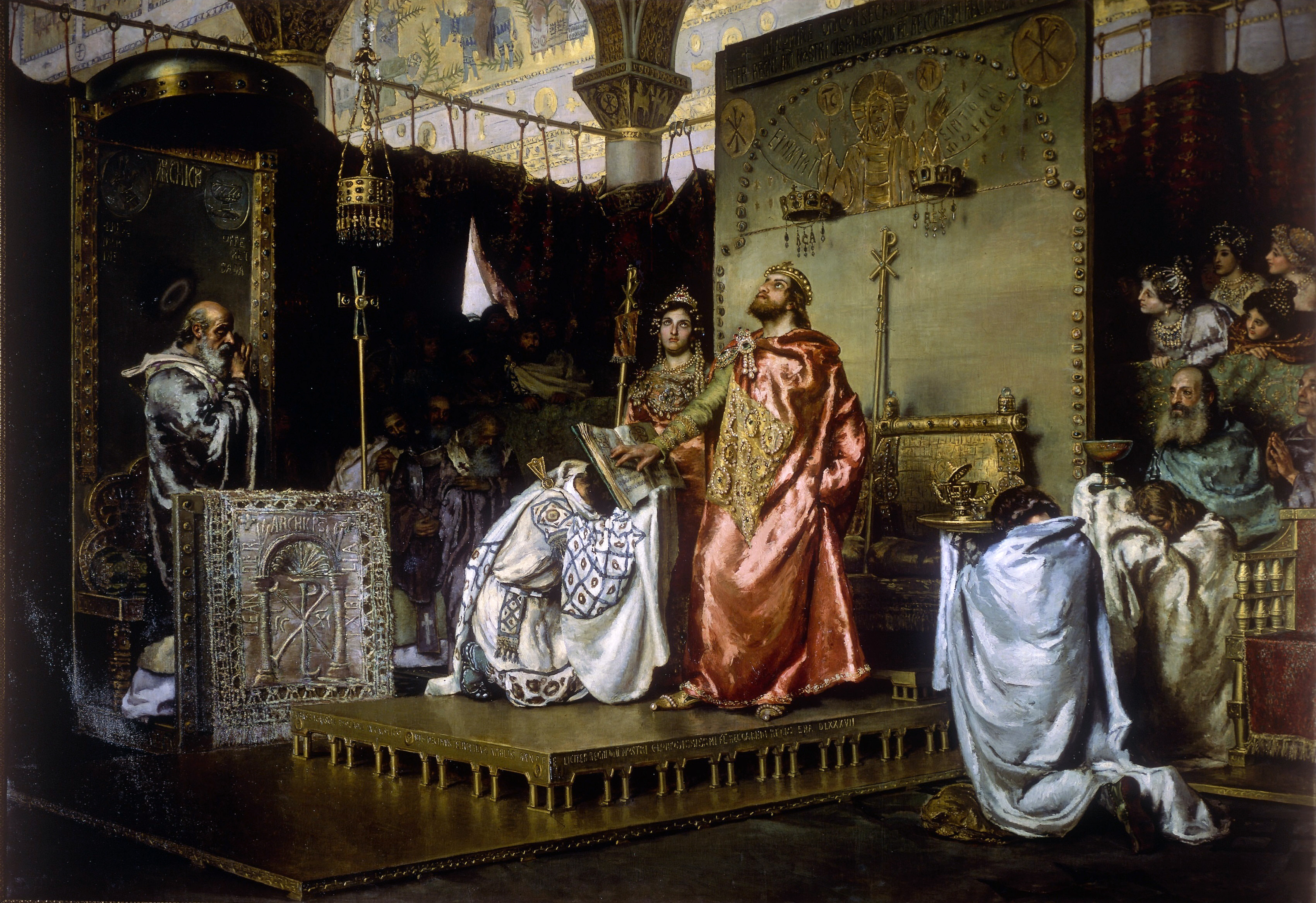
Обращение Реккареда I. Картина А. Деграна, 1883. Дворец испанского сената, Мадрид

### Монашество и начало церковной карьеры

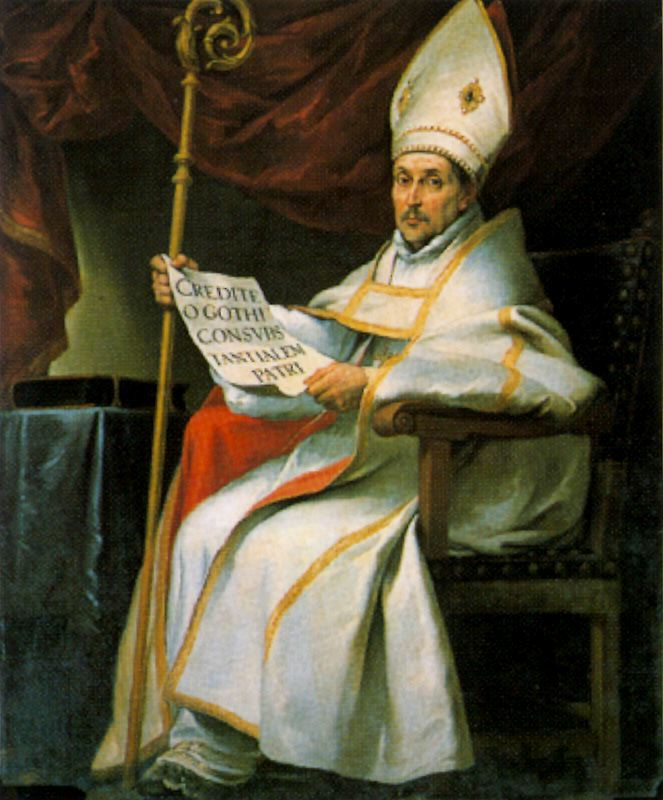
Святой Леандр Севильский. Картина Мурильо, 1655, Севильский кафедральный собор

### Кончина. Память

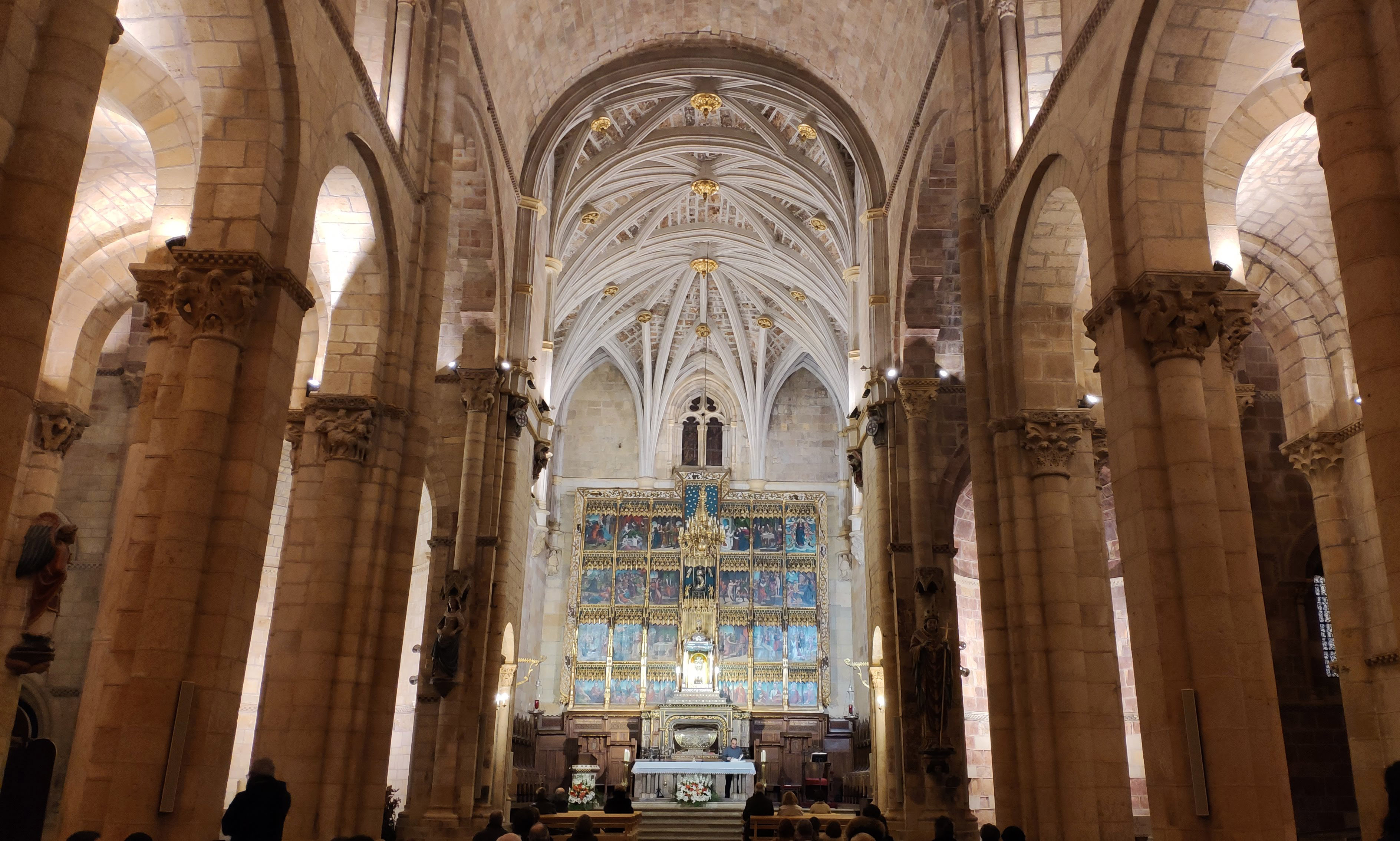
Центральный неф и главный алтарь храма Сан-Исидоро де Леон

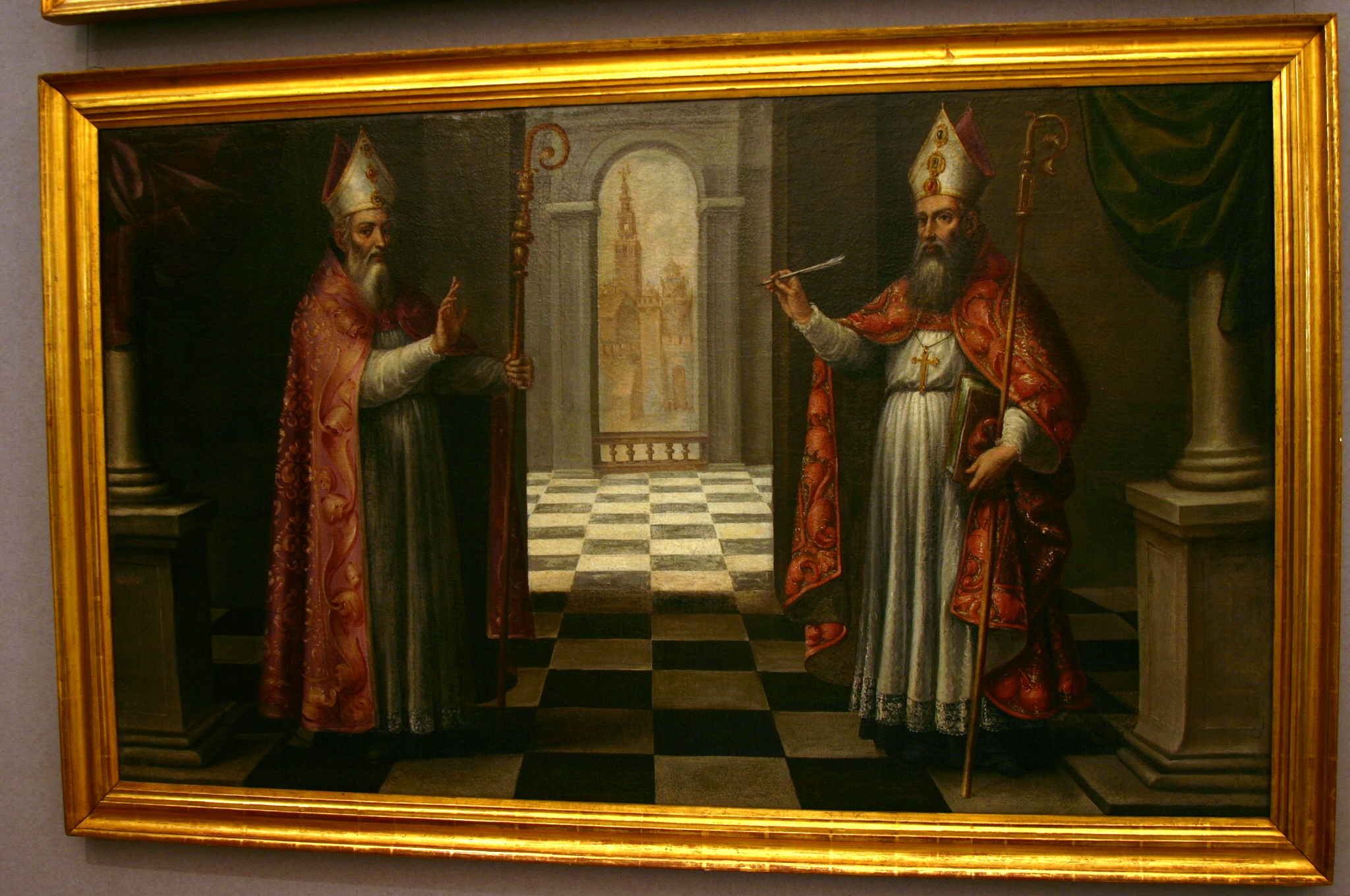
Картина с изображением Леандра и Исидора Севильских. Севильский кафедральный собор

### Социально-политическая среда Вестготской Испании

Государство вестготов в 586—711 годах

### Исидор Севильский как энциклопедист. Христианизация культуры

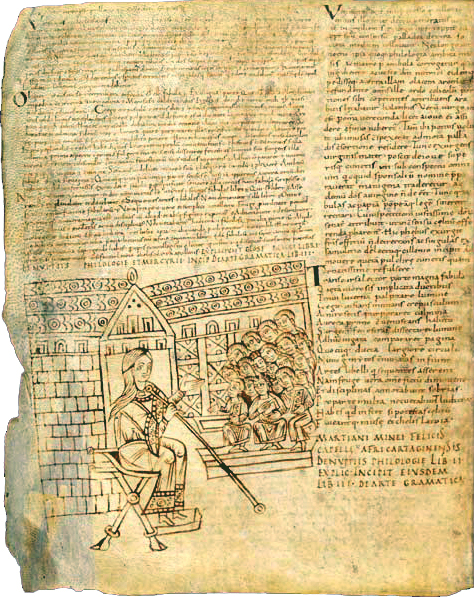
Грамматика со свитой. Миниатюра из рукописи «О браке Филологии и Меркурия» примерно X века (Lat. 7900a, fol. 127v). Национальная библиотека Франции

## Биография

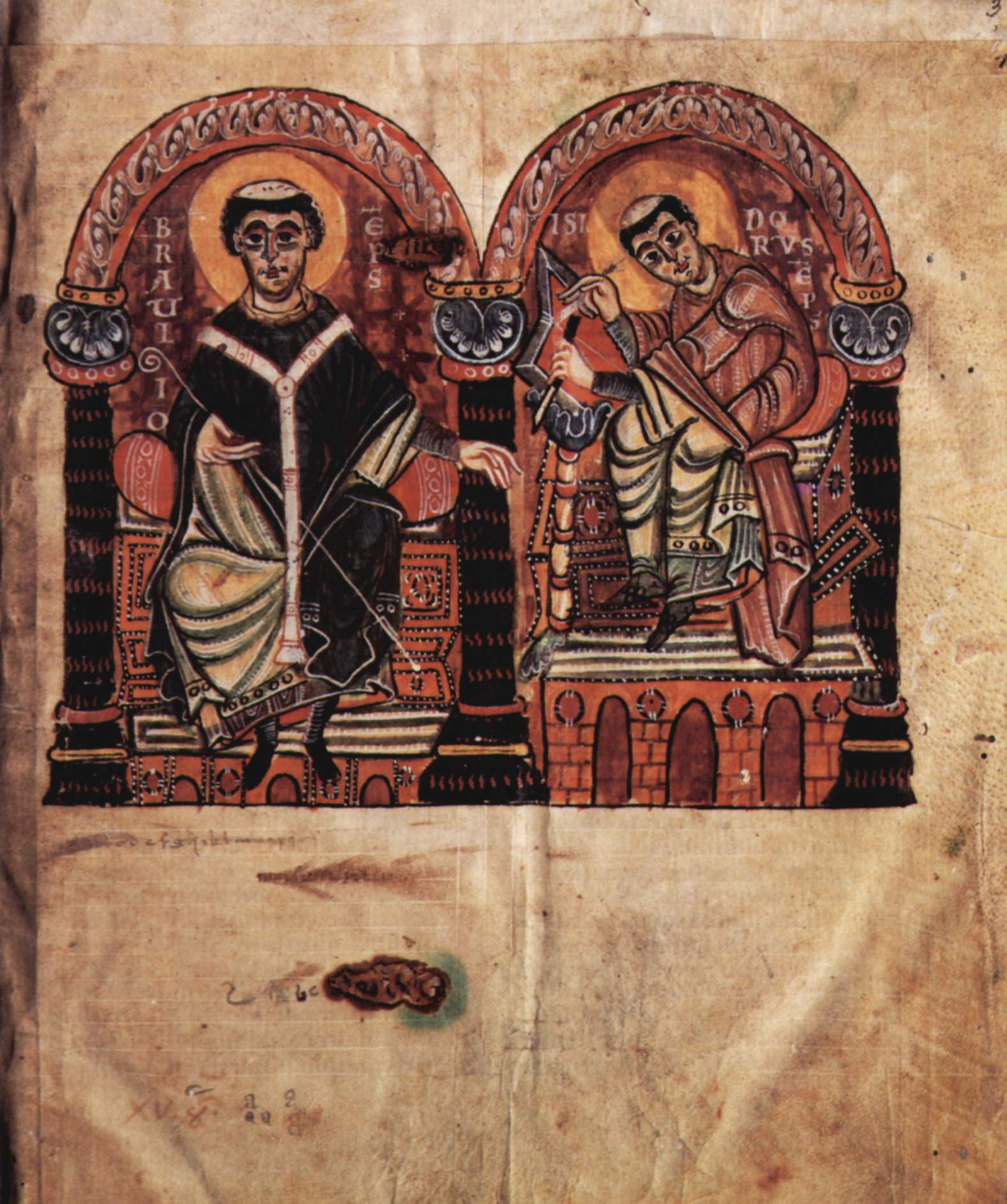
Изображение епископа Браулио Сарагосского и Исидора Севильского из манускрипта X века